# Maxwellia
Maxwellia là một chi ốc biển, là động vật thân mềm chân bụng sống ở biển trong họ Muricidae, họ ốc gai.

## Các loài
Các loài trong chi Maxwellia gồm có:
- Maxwellia angermeyerae (Emerson & D'Attilio, 1965)[4]
- Maxwellia gemma (Sowerby, 1879)
- Maxwellia santarosana (Dall, 1905)